# Lochmaeocles pseudovestitus
Lochmaeocles pseudovestitus är en skalbaggsart som beskrevs av Chemsak och Linsley 1988. Lochmaeocles pseudovestitus ingår i släktet Lochmaeocles och familjen långhorningar. Inga underarter finns listade i Catalogue of Life.